# 卡朗图瓦尔 (旧市镇)
卡朗图瓦尔（法語：Carentoir，法語發音：[kaʁɑ̃twaʁ]）是法国莫尔比昂省的一个旧市镇，属于瓦讷区。2017年，卡朗图瓦尔和相邻的凯尔讷克合并为新的卡朗图瓦尔。

## 地理
卡朗图瓦尔（47°49'0"N, 2°8'3"W）面积59.02 平方千米，位于法国布列塔尼大區莫尔比昂省，该省份为法国西北部沿海省份，位于布列塔尼半岛南部，北起阿摩尔滨海省、西接菲尼斯泰尔省，南濒大西洋，东南接大西洋卢瓦尔省，东临伊勒-维莱讷省。
与卡朗图瓦尔接壤的市镇（或旧市镇、城区）包括：盖尔、孔布莱萨克、凯尔讷克、阿夫河畔锡克斯特、拉沙佩勒加斯利讷、拉加西伊、圣尼古拉迪泰特尔、特雷阿勒、蒙特讷夫、雷米尼亚克。

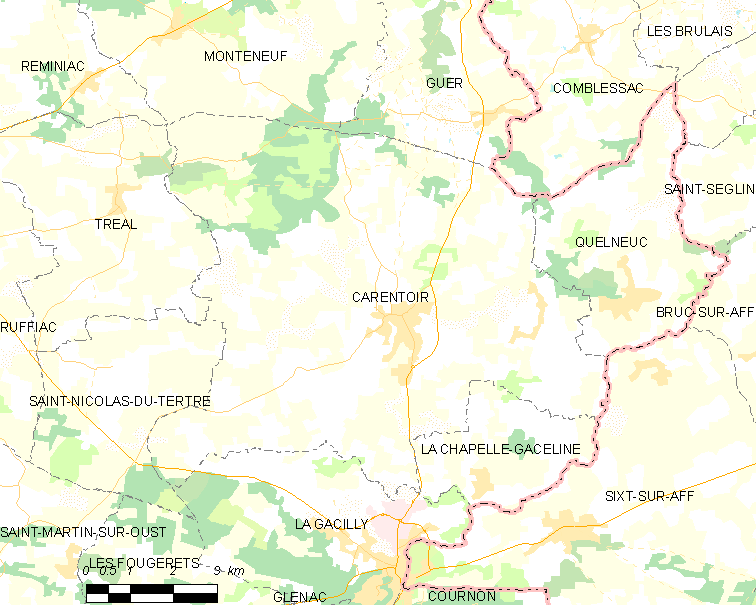
的OSM定位图

卡朗图瓦尔的时区为UTC+01:00、UTC+02:00（夏令时）。

## 行政
卡朗图瓦尔的邮政编码为56910，INSEE市镇编码为56033。

## 政治
卡朗图瓦尔所属的省级选区为盖尔县。

## 人口

1962-2008年间人口变化图示

卡朗图瓦尔于2016年1月1日时的人口数量为3288人。